# گیل مکنا
گیل مکنا (انگلیسی: Gail McKenna؛ زاده ۳۰ دسامبر ۱۹۶۸) یک مانکن و مجری تلویزیون اهل انگلستان است. 